# Casavecchia di Pontelatone
Il Casavecchia di Pontelatone è una DOC riservata ad alcuni vini la cui produzione è consentita nelle province di Caserta.

## Zona di produzione
La zona di produzione comprende l'intero territorio dei seguenti comuni:
provincia di Caserta
- Liberi
- Formicola

e parte di:
- Pontelatone
- Caiazzo
- Castel di Sasso
- Castel Campagnano
- Piana di Monte Verna
- Ruviano

## Storia
Secondo il detto popolare fu un certo Scirocco Prisco, nato e vissuto a Pontelatone fra 1875 e il 1962, a rinvenire verso la fine del XIX secolo, nei pressi del rudere di sua proprietà la prima vite di Casavecchia. Egli stesso iniziò a riprodurla per propaggine e da qui si diffuse nei vicini comuni di Castel di Sasso, Formicola e Liberi. Sembra che la gente del posto iniziò a dire in gergo dialettale "l'uva e chella casa vecchia" da cui poi è derivato il toponimo Casavecchia.
Esistono anche ipotesi alternative al detto popolare, una di queste fa pensare ad una vite nata da seme molto tempo prima del suo rinvenimento, ma anche l'ipotesi secondo la quale una popolazione del vitigno Casavecchia già era diffusa nella zona e che nei pressi del vecchio rudere un'unica pianta sia sfuggita all'abbandono e alla successiva estinzione. Questa seconda ipotesi sembra trovare un importantissimo riscontro con avvenimenti storici accuratamente documentati.

## Tecniche di produzione
Il vino Casavecchia di Pontelatone DOC deve essere sottoposto a un periodo minimo di invecchiamento obbligatorio di due anni di cui almeno uno in legno. Per la tipologia riserva l’invecchiamento deve essere di non meno di tre anni di cui almeno 18 mesi in legno. Il periodo di invecchiamento decorre dal primo Novembre dell'anno della vendemmia.

## Disciplinare
Il Casavecchia di Pontelatone DOC è stato istituito con DM 8 novembre 2011 pubblicato sulla Gazzetta Ufficiale n. 278 del 29 novembre 2011.
Successivamente è stato modificato con:
- DM 30 novembre 2011 G.U. 295 del 20 dicembre 2011 Pubblicato sul sito ufficiale del Mipaaf Sezione Qualità e Sicurezza Vini DOP e IGP;
- La versione in vigore è stata approvata con DM 7 marzo 2014 Pubblicato sul sito ufficiale del Mipaaf[1].

## Tipologie

### Rosso
| uvaggio                        | Casavecchia min 85%; possono concorre altri vitigni a bacca rossa non aromatici idonei alla coltivazione in Campania, max 15%. |
| titolo alcolometrico minimo    | 12,50 % vol. |
| acidità totale minima          | 5,0 g/l. |
| estratto secco minimo          | 26,00 g/l |
| resa massima di uva per ettaro | 90 q. |
| resa massima di uva in vino    | 70 % |

#### Caratteri organolettici
- Aspetto: rosso rubino più o meno intenso, tendente al granato con l'invecchiamento;
- Olfatto: intenso, persistente, caratteristico;
- Gusto: secco, sapido, giustamente tannico, morbido e di corpo.

#### Abbinamenti consigliati
Primi piatti a base di carne, portate di carne arrosto o alla griglia, formaggi di media stagionatura.

### Riserva
| uvaggio                        | Casavecchia min 85%; possono concorre altri vitigni a bacca rossa non aromatici idonei alla coltivazione in Campania, max 15%. |
| titolo alcolometrico minimo    | 13,00 % vol. |
| acidità totale minima          | 5,0 g/l. |
| estratto secco minimo          | 26,00 g/l |
| resa massima di uva per ettaro | 90 q. |
| resa massima di uva in vino    | 70 % |

#### Caratteri organolettici
- Aspetto: rosso rubino più o meno intenso, tendente al granato con l'invecchiamento;
- Olfatto: intenso, persistente, caratteristico;
- Gusto: secco, sapido, giustamente tannico, morbido e di corpo.

#### Abbinamenti consigliati
Portate di carne arrosto o alla griglia, portate di selvaggina, formaggi stagionati.